# Liste der olympischen Medaillengewinner aus Finnland/Sommer
Dieser Teil der Liste der olympischen Medaillengewinner aus Finnland enthält die Medaillengewinner der Olympischen Sommerspiele aus Finnland. Für die Winterspiele siehe Liste der olympischen Medaillengewinner aus Finnland/Winter.
Finnland beteiligt sich seit 1908 bei den Sommerspielen, anfangs noch als autonomes Großfürstentum des Russischen Reiches. Bei 24 Spielen konnte Finnland insgesamt 304 Medaillen gewinnen, davon 101 Gold, 84 Silber und 119 Bronze. In der Nationenwertung liegt das Land damit auf Platz 12. Inklusive der Medaillen in Mannschafts- und Staffeldisziplinen errangen 317 finnische Sommersportler insgesamt 457 olympische Medaillen (124 Gold, 119 Silber und 215 Bronze). Keine Medaillen gab es bisher beim Fechten, im Rad- und Reitsport und den diversen Ball- und Kugelsportarten. Sehr erfolgreich dagegen sind die Finnen in der Sportart Ringen mit 83 Medaillen, gefolgt von Turnen mit 99 Medaillen und Leichtathletik mit 128 Medaillen.
Mit insgesamt 12 Medaillen (9 Gold, 3 Silber) ist Paavo Nurmi nicht nur der erfolgreichste Sportler Finnlands bei Olympischen Spielen, sondern gemeinsam mit Carl Lewis (10 Medaillen, ebenfalls 9 Gold) auch der erfolgreichste Leichtathlet überhaupt. Gefolgt wird er vom Turner Heikki Savolainen mit 9 Medaillen (2 Gold) und dem Leichtathleten Ville Ritola mit 8 Medaillen (5 Gold). Die Frauen waren bei den Sommerspielen bisher nur mäßig erfolgreich. Die insgesamt zehn von ihnen errungenen Medaillen (4 Gold, 4 Silber, 2 Bronze) verteilen sich auf 13 verschiedene Sportlerinnen; drei der acht Medaillen wurden im Speerwurf errungen.
Eine Besonderheit sind die beiden Eiskunstläufer Ludowika Jakobsson und Walter Jakobsson. Bei ihrem Sieg 1920 war Eiskunstlauf noch eine Disziplin bei den Sommerspielen in Antwerpen. Da sie vier Jahre später bei den ersten Olympischen Winterspielen von Chamonix Silber gewannen, sind sie die einzigen finnischen Sportler, die sowohl bei Sommer- als auch Winterspielen erfolgreich waren.
(Stand: 10. August 2021)
| Name                      | Sportart           | Disziplin | G | S | B | Gesamt |
| ------------------------- | ------------------ | --- | - | - | - | ------ |
| A ↑↑                      |                    | |   |   |   |        |
| Arvo Aaltonen             | Schwimmen          | Antwerpen 1920 – Bronze: 200 m Brust, 400 m Brust | 0 | 0 | 2 | 2      |
| Paavo Aaltonen            | Turnen             | London 1948 – Gold: Seitpferd, Pferdsprung, Mehrkampf Mannschaftswertung; Bronze: Mehrkampf Einzelwertung Helsinki 1952 – Bronze: Mehrkampf Mannschaftswertung | 3 | 0 | 2 | 5      |
| Bruno Ahlberg             | Boxen              | Los Angeles 1932 – Bronze: Boxen (Weltergewicht) | 0 | 0 | 1 | 1      |
| Anselm Ahlfors            | Ringen             | Paris 1924 – Silber: Griechisch-römischer Stil (Bantamgewicht) | 0 | 1 | 0 | 1      |
| Arthur Ahnger             | Segeln             | Stockholm 1912 – Bronze: 8-Meter-Klasse | 0 | 0 | 1 | 1      |
| Max Alfthan               | Segeln             | Stockholm 1912 – Bronze: 12-Meter-Klasse | 0 | 0 | 1 | 1      |
| Ove Andersen              | Leichtathletik     | Amsterdam 1928 – Bronze: 3000 m Hindernis | 0 | 0 | 1 | 1      |
| Kalle Anttila             | Ringen             | Antwerpen 1920 – Gold: Freistil (Leichtgewicht) Paris 1924 – Gold: Griechisch-römischer Stil (Federgewicht) | 2 | 0 | 0 | 2      |
| Marko Asell               | Ringen             | Atlanta 1996 – Silber: Griechisch-römischer Stil (Weltergewicht) | 0 | 1 | 0 | 1      |
| Alfred Asikainen          | Ringen             | Stockholm 1912 – Bronze: Griechisch-römischer Stil (Mittelgewicht) | 0 | 0 | 1 | 1      |
| Arvo Askola               | Leichtathletik     | Berlin 1936 – Silber: 10.000 m | 0 | 1 | 0 | 1      |
| Ture Axelsson             | Kanu               | London 1948 – Bronze: Zweier-Kajak 1000 m, Zweier-Kajak 10.000 m | 0 | 0 | 2 | 2      |
| B ↑↑                      |                    | |   |   |   |        |
| Sulo Bärlund              | Leichtathletik     | Berlin 1936 – Silber: Kugelstoßen | 0 | 1 | 0 | 1      |
| Eero Berg                 | Leichtathletik     | Paris 1924 – Gold: Querfeldeinlauf Mannschaft; Bronze: 10.000 m | 1 | 0 | 1 | 2      |
| Rauno Bies                | Schießen           | Los Angeles 1984 – Bronze: Olympische Schnellfeuerpistole | 0 | 0 | 1 | 1      |
| Nils Björklöf             | Kanu               | London 1948 – Bronze: Zweier-Kajak 1000 m, Zweier-Kajak 10.000 m | 0 | 0 | 2 | 2      |
| Waldemar Björkstén        | Segeln             | Stockholm 1912 – Silber: 10-Meter-Klasse | 0 | 1 | 0 | 1      |
| Risto Björlin             | Ringen             | München 1972 – Bronze: Griechisch-römischer Stil (Bantamgewicht) | 0 | 0 | 1 | 1      |
| Jacob Björnström          | Segeln             | Stockholm 1912 – Silber: 10-Meter-Klasse | 0 | 1 | 0 | 1      |
| Ivar Böhling              | Ringen             | Stockholm 1912 – Silber: Griechisch-römischer Stil (Halbschwergewicht) | 0 | 1 | 0 | 1      |
| Bror Brenner              | Segeln             | Stockholm 1912 – Silber: 10-Meter-Klasse | 0 | 1 | 0 | 1      |
| Bertel Broman             | Segeln             | Amsterdam 1928 – Bronze: 12-Fuß-Jolle | 0 | 0 | 1 | 1      |
| Arto Bryggare             | Leichtathletik     | Los Angeles 1984 – Bronze: 110 m Hürden | 0 | 0 | 1 | 1      |
| D ↑↑                      |                    | |   |   |   |        |
| Hans Dittmar              | Segeln             | Paris 1924 – Bronze: Monotyp 1924 | 0 | 0 | 1 | 1      |
| E ↑↑                      |                    | |   |   |   |        |
| Kaarlo Ekholm             | Turnen             | Stockholm 1912 – Silber: Freies Turnen Mannschaft | 0 | 1 | 0 | 1      |
| Eugen Ekman               | Turnen             | Rom 1960 – Gold: Seitpferd | 1 | 0 | 0 | 1      |
| Werner Ekman              | Schießen           | Paris 1924 – Bronze: Tontaubenschießen Mannschaft | 0 | 0 | 1 | 1      |
| Jalmari Eskola            | Leichtathletik     | Stockholm 1912 – Silber: Querfeldeinlauf Mannschaft | 0 | 1 | 0 | 1      |
| F ↑↑                      |                    | |   |   |   |        |
| Ismo Falck                | Bogenschießen      | Barcelona 1992 – Silber: Bogenschießen Mannschaft | 0 | 1 | 0 | 1      |
| Eino Forsström            | Turnen             | London 1908 – Bronze: Turn-Mannschaft Stockholm 1912 – Silber: Freies Turnen Mannschaft | 0 | 1 | 1 | 2      |
| Allan Franck              | Segeln             | Stockholm 1912 – Silber: 10-Meter-Klasse | 0 | 1 | 0 | 1      |
| Oskari Friman             | Ringen             | Antwerpen 1920 – Gold: Griechisch-römischer Stil (Federgewicht) Paris 1924 – Gold: Griechisch-römischer Stil (Leichtgewicht) | 2 | 0 | 0 | 2      |
| G ↑↑                      |                    | |   |   |   |        |
| Otto Granström            | Turnen             | London 1908 – Bronze: Turn-Mannschaft | 0 | 0 | 1 | 1      |
| Kelpo Gröndahl            | Ringen             | London 1948 – Silber: Griechisch-römischer Stil (Halbschwergewicht) Helsinki 1952 – Gold: Griechisch-römischer Stil (Halbschwergewicht) | 1 | 1 | 0 | 2      |
| Jouni Grönman             | Gewichtheben       | Los Angeles 1984 – Bronze: Leichtgewicht | 0 | 0 | 1 | 1      |
| H ↑↑                      |                    | |   |   |   |        |
| Arvo Haavisto             | Ringen             | Paris 1924 – Bronze: Freistil (Leichtgewicht) Amsterdam 1928 – Gold: Freistil (Weltergewicht) | 1 | 0 | 1 | 2      |
| Henri Häkkinen            | Schießen           | Peking 2008 – Bronze: Luftgewehr | 0 | 0 | 1 | 1      |
| Pentti Hämäläinen         | Boxen              | Helsinki 1952 – Gold: Bantamgewicht Melbourne 1956 – Bronze: Federgewicht | 1 | 0 | 1 | 2      |
| Lennart Hannelius         | Schießen           | Paris 1924 – Bronze: Schnellfeuerpistole | 0 | 0 | 1 | 1      |
| Kauko Hänninen            | Rudern             | Melbourne 1956 – Bronze: Vierer mit Steuermann | 0 | 0 | 1 | 1      |
| Arsi Harju                | Leichtathletik     | Sydney 2000 – Gold: Kugelstoßen | 1 | 0 | 0 | 1      |
| Arto Härkönen             | Leichtathletik     | Los Angeles 1984 – Gold: Speerwurf | 1 | 0 | 0 | 1      |
| Erik Hartvall             | Segeln             | Stockholm 1912 – Bronze: 12-Meter-Klasse | 0 | 0 | 1 | 1      |
| Raimo Heinonen            | Turnen             | Melbourne 1956 – Bronze: Mehrkampf Mannschaftswertung | 0 | 0 | 1 | 1      |
| Voitto Hellstén           | Leichtathletik     | Melbourne 1956 – Bronze: 400 m | 0 | 0 | 1 | 1      |
| Yrjö Hietanen             | Kanu               | Helsinki 1952 – Gold: Zweier-Kajak 1000 m, Zweier-Kajak 10.000 m | 2 | 0 | 0 | 2      |
| Juha Hirvi                | Schießen           | Sydney 2000 – Kleinkaliber Dreistellungskampf (3 × 40 Schuss) | 0 | 1 | 0 | 1      |
| Gunnar Höckert            | Leichtathletik     | Berlin 1936 – 5000 m | 1 | 0 | 0 | 1      |
| Leo Honkala               | Ringen             | Helsinki 1952 – Bronze: Griechisch-römischer Stil (Fliegengewicht) | 0 | 0 | 1 | 1      |
| Konrad Huber              | Schießen           | Paris 1924 – Silber: Tontaubenschießen; Bronze: Tontaubenschießen Mannschaft | 0 | 1 | 1 | 2      |
| Robert Huber              | Schießen           | Paris 1924 – Bronze: Tontaubenschießen Mannschaft | 0 | 0 | 1 | 1      |
| Mikko Huhtala             | Ringen             | Moskau 1980 – Bronze: Griechisch-römischer Stil (Weltergewicht) | 0 | 0 | 1 | 1      |
| Veikko Huhtanen           | Turnen             | London 1948 – Gold: Seitpferd, Mehrkampf Einzelwertung, Mehrkampf Mannschaftswertung; Silber: Barren; Bronze: Reck | 3 | 1 | 1 | 5      |
| Jarl Hulldén              | Segeln             | Stockholm 1912 – Bronze: 12-Meter-Klasse | 0 | 0 | 1 | 1      |
| Risto Hurme               | Moderner Fünfkampf | München 1972 – Bronze: Mannschaft | 0 | 0 | 1 | 1      |
| Eero Hyvärinen            | Turnen             | Stockholm 1912 – Silber: Freies Turnen Mannschaft | 0 | 1 | 0 | 1      |
| Mikko Hyvärinen           | Turnen             | Stockholm 1912 – Silber: Freies Turnen Mannschaft | 0 | 1 | 0 | 1      |
| Toivo Hyytiäinen          | Leichtathletik     | Helsinki 1952 – Speerwurf | 0 | 0 | 1 | 1      |
| I ↑↑                      |                    | |   |   |   |        |
| Väinö Ikonen              | Ringen             | Paris 1924 – Bronze: Griechisch-römischer Stil (Bantamgewicht) | 0 | 0 | 1 | 1      |
| Tauno Ilmoniemi           | Turnen             | Stockholm 1912 – Silber: Freies Turnen Mannschaft | 0 | 1 | 0 | 1      |
| Volmari Iso-Hollo         | Leichtathletik     | Los Angeles 1932 – Gold: 3000 m Hindernis; Silber: 10.000 m Berlin 1936 – Gold: 3000 m Hindernis; Bronze: 10.000 m | 2 | 1 | 1 | 4      |
| J ↑↑                      |                    | |   |   |   |        |
| Ludowika Jakobsson        | Eiskunstlauf       | Antwerpen 1920 – Gold: Paarlauf Chamonix 1924 – Silber: Paarlauf | 1 | 1 | 0 | 2      |
| Walter Jakobsson          | Eiskunstlauf       | Antwerpen 1920 – Gold: Paarlauf Chamonix 1924 – Silber: Paarlauf | 1 | 1 | 0 | 2      |
| Pauli Janhonen            | Schießen           | London 1948 – Silber: Freies Gewehr Dreistellungskampf | 0 | 1 | 0 | 1      |
| Ragnar Jansson            | Segeln             | Helsinki 1952 – Bronze: 6 m R-Klasse | 0 | 0 | 1 | 1      |
| Jyrki Järvi               | Segeln             | Sydney 2000 – Gold: 49er | 1 | 0 | 0 | 1      |
| Akilles Järvinen          | Leichtathletik     | Amsterdam 1928 – Silber: Zehnkampf Los Angeles 1932 – Silber: Zehnkampf | 0 | 2 | 0 | 2      |
| Matti Järvinen            | Leichtathletik     | Los Angeles 1932 – Gold: Speerwurf | 1 | 0 | 0 | 1      |
| Verner Järvinen           | Leichtathletik     | London 1908 – Bronze: Diskuswurf (griechischer Stil) | 0 | 0 | 1 | 1      |
| Aatos Jaskari             | Ringen             | Los Angeles 1932 – Bronze: Freistil (Bantamgewicht) | 0 | 0 | 1 | 1      |
| Thomas Johanson           | Segeln             | Sydney 2000 – Gold: 49er | 1 | 0 | 0 | 1      |
| Pekka Johansson           | Leichtathletik     | Antwerpen 1920 – Bronze: Speerwurf | 0 | 0 | 1 | 1      |
| Sigurd Juslén             | Segeln             | Stockholm 1912 – Bronze: 12-Meter-Klasse | 0 | 0 | 1 | 1      |
| K ↑↑                      |                    | |   |   |   |        |
| Heikki Kähkönen           | Ringen             | Antwerpen 1920 – Silber: Griechisch-römischer Stil (Federgewicht) | 0 | 1 | 0 | 1      |
| Väinö Kajander            | Ringen             | Los Angeles 1932 – Silber: Griechisch-römischer Stil (Weltergewicht) | 0 | 1 | 0 | 1      |
| Antti Kalliomäki          | Leichtathletik     | Montréal 1976 – Silber: Stabhochsprung | 0 | 1 | 0 | 1      |
| Silja Kanerva             | Segeln             | London 2012 – Bronze: Matchrace Elliott 6m | 0 | 0 | 1 | 1      |
| Reino Kangasmäki          | Ringen             | London 1948 – Bronze: Griechisch-römischer Stil (Fliegengewicht) | 0 | 0 | 1 | 1      |
| Kaarlo Kangasniemi        | Gewichtheben       | Mexiko-Stadt 1968 – Gold: Mittelschwergewicht | 1 | 0 | 0 | 1      |
| Taisto Ilmari Kangasniemi | Ringen             | Melbourne 1956 – Bronze: Freistil (Schwergewicht) | 0 | 0 | 1 | 1      |
| Tapio Kantanen            | Leichtathletik     | München 1972 – Bronze: 3000 m Hindernis | 0 | 0 | 1 | 1      |
| Pertti Karppinen          | Rudern             | Montréal 1976 – Gold: Einer Moskau 1980 – Gold: Einer Los Angeles 1984 – Gold: Einer | 3 | 0 | 0 | 3      |
| Veikko Karvonen           | Leichtathletik     | Melbourne 1956 – Bronze: Marathon | 0 | 0 | 1 | 1      |
| Antti Kasvio              | Schwimmen          | Barcelona 1992 – Bronze: 200 m Freistil | 0 | 0 | 1 | 1      |
| Erkki Kataja              | Leichtathletik     | London 1948 – Silber: Stabhochsprung | 0 | 1 | 0 | 1      |
| Berndt Katter             | Moderner Fünfkampf | Melbourne 1956 – Bronze: Mannschaft | 0 | 0 | 1 | 1      |
| Elias Katz                | Leichtathletik     | Paris 1924 – Gold: 3000 m Mannschaft; Silber: 3000 m Hindernis | 1 | 1 | 0 | 2      |
| Ilmari Keinänen           | Turnen             | Stockholm 1912 – Silber: Freies Turnen Mannschaft | 0 | 1 | 0 | 1      |
| Johan Kemp                | Turnen             | London 1908 – Bronze: Turn-Mannschaft | 0 | 0 | 1 | 1      |
| Marko Kemppainen          | Schießen           | Athen 2004 – Silber: Skeet | 0 | 1 | 0 | 1      |
| Martti Ketelä             | Moderner Fünfkampf | München 1972 – Bronze: Mannschaft | 0 | 0 | 1 | 1      |
| Jorma Kinnunen            | Leichtathletik     | Mexiko-Stadt 1968 – Silber: Speerwurf | 0 | 1 | 0 | 1      |
| Hjalmari Kivenheimo       | Turnen             | Stockholm 1912 – Silber: Freies Turnen Mannschaft | 0 | 1 | 0 | 1      |
| Antero Kivi               | Leichtathletik     | Amsterdam 1928 – Silber: Diskuswurf | 0 | 1 | 0 | 1      |
| Jyri Kjäll                | Boxen              | Barcelona 1992 – Bronze: Halbweltergewicht | 0 | 0 | 1 | 1      |
| Mikko Kolehmainen         | Kanu               | Barcelona 1992 – Gold: Einer-Kajak 500 m | 1 | 0 | 0 | 1      |
| Väinö Kokkinen            | Ringen             | Amsterdam 1928 – Gold: Griechisch-römischer Stil (Mittelgewicht) Los Angeles 1932 – Gold: Griechisch-römischer Stil (Mittelgewicht) | 2 | 0 | 0 | 2      |
| Hannes Kolehmainen        | Leichtathletik     | Stockholm 1912 – Gold: Langstreckenlauf 10.000 m, 5000 m, Querfeldeinlauf Einzel; Silber: Querfeldeinlauf Mannschaft Antwerpen 1920 – Gold: Marathon | 4 | 1 | 0 | 5      |
| Voitto Kolho              | Schießen           | Antwerpen 1920 – Bronze: Armeegewehr liegend 300 m Mannschaft | 0 | 0 | 1 | 1      |
| Yrjö Kolho                | Schießen           | Antwerpen 1920 – Silber: Laufender Hirsch Einzelschuss Mannschaft; Bronze: Laufender Hirsch Doppelschuss Mannschaft | 0 | 1 | 1 | 2      |
| Adolf Konto               | Segeln             | Helsinki 1952 – Bronze: 6 m R-Klasse | 0 | 0 | 1 | 1      |
| Väinö Korhonen            | Moderner Fünfkampf | Melbourne 1956 – Bronze: Einzel, Mannschaft | 0 | 0 | 2 | 2      |
| Tapio Korjus              | Leichtathletik     | Seoul 1988 – Gold: Speerwurf | 1 | 0 | 0 | 1      |
| Harri Koskela             | Ringen             | Seoul 1988 – Silber: Griechisch-römischer Stil (Halbschwergewicht) | 0 | 1 | 0 | 1      |
| Lauri Koskela             | Ringen             | Los Angeles 1932 – Bronze: Griechisch-römischer Stil (Federgewicht) Berlin 1936 – Gold: Griechisch-römischer Stil (Leichtgewicht) | 1 | 0 | 1 | 2      |
| Kaarlo Koskelo            | Ringen             | Stockholm 1912 – Gold: Griechisch-römischer Stil (Federgewicht) | 1 | 0 | 0 | 1      |
| Teodor Koskenniemi        | Leichtathletik     | Antwerpen 1920 – Gold: Querfeldeinlauf Mannschaft | 1 | 0 | 0 | 1      |
| Ilkka Koski               | Boxen              | Helsinki 1952 – Bronze: Schwergewicht | 0 | 0 | 1 | 1      |
| Tauno Kovanen             | Ringen             | Helsinki 1952 – Bronze: Griechisch-römischer Stil (Schwergewicht) | 0 | 0 | 1 | 1      |
| Ernst Krogius             | Segeln             | Stockholm 1912 – Bronze: 12-Meter-Klasse | 0 | 0 | 1 | 1      |
| Iivari Kyykoski           | Turnen             | London 1908 – Bronze: Turn-Mannschaft | 0 | 0 | 1 | 1      |
| L ↑↑                      |                    | |   |   |   |        |
| Kyösti Laasonen           | Bogenschießen      | München 1972 – Bronze: Bogenschießen Männer | 0 | 0 | 1 | 1      |
| Hugo Lahtinen             | Leichtathletik     | Antwerpen 1920 – Bronze: Fünfkampf | 0 | 0 | 1 | 1      |
| Olli Laiho                | Turnen             | Mexiko-Stadt 1968 – Silber: Seitpferd | 0 | 1 | 0 | 1      |
| Kalevi Laitinen           | Turnen             | London 1948 – Gold: Mehrkampf Mannschaftswertung Helsinki 1952 – Bronze: Mehrkampf Mannschaftswertung | 1 | 0 | 1 | 2      |
| Eeles Landström           | Leichtathletik     | Rom 1960 – Bronze: Stabhochsprung | 0 | 0 | 1 | 1      |
| Kaarlo Lappalainen        | Schießen           | Antwerpen 1920 – Silber: Laufender Hirsch Einzelschuss Mannschaft; Bronze: Armeegewehr liegend 300 m Mannschaft | 0 | 1 | 1 | 2      |
| Onni Lappalainen          | Turnen             | Helsinki 1952 – Bronze: Mehrkampf Mannschaftswertung Melbourne 1956 – Bronze: Mehrkampf Mannschaftswertung | 0 | 0 | 2 | 2      |
| Harri Larva               | Leichtathletik     | Amsterdam 1928 – Gold: 1500 m | 1 | 0 | 0 | 1      |
| Otto Lasanen              | Ringen             | Stockholm 1912 – Bronze: Griechisch-römischer Stil (Federgewicht) | 0 | 0 | 1 | 1      |
| Heikki Lehmusto           | Turnen             | London 1908 – Bronze: Turn-Mannschaft | 0 | 0 | 1 | 1      |
| Veli Lehtelä              | Rudern             | Melbourne 1956 – Bronze: Vierer mit Steuermann Rom 1960 – Bronze: Zweier ohne Steuermann | 0 | 0 | 2 | 2      |
| Lauri Lehtinen            | Leichtathletik     | Los Angeles 1932 – Gold: 5000 m Berlin 1936 – Silber: 5000 m | 1 | 1 | 0 | 2      |
| Silja Lehtinen            | Segeln             | London 2012 – Bronze: Matchrace Elliott 6m | 0 | 0 | 1 | 1      |
| Eero Lehtonen             | Leichtathletik     | Antwerpen 1920 – Gold: Fünfkampf Paris 1924 – Gold: Fünfkampf | 2 | 0 | 0 | 2      |
| Kyösti Lehtonen           | Ringen             | Melbourne 1956 – Gold: Griechisch-römischer Stil (Leichtgewicht) | 1 | 0 | 0 | 1      |
| Eino Augusti Leino        | Ringen             | Antwerpen 1920 – Gold: Freistil (Mittelgewicht) Paris 1924 – Silber: Freistil (Weltergewicht) Amsterdam 1928 – Bronze: Freistil (Leichtgewicht) Los Angeles 1932 – Bronze: Freistil (Weltergewicht)                                                                            | 1 | 1 | 2 | 4      |
| Olavi Leimuvirta          | Turnen             | Melbourne 1956 – Bronze: Mehrkampf Mannschaftswertung | 0 | 0 | 1 | 1      |
| Kaino Lempinen            | Turnen             | Helsinki 1952 – Bronze: Mehrkampf Mannschaftswertung | 0 | 0 | 1 | 1      |
| Frej Liewendahl           | Leichtathletik     | Paris 1924 – Gold: 3000 m Mannschaft | 1 | 0 | 0 | 1      |
| Heikki Liimatainen        | Leichtathletik     | Antwerpen 1920 – Gold: Querfeldeinlauf Mannschaft; Silber: Querfeldeinlauf Einzel Paris 1924 – Gold: Querfeldeinlauf Mannschaft | 2 | 0 | 1 | 3      |
| Tiina Lillak              | Leichtathletik     | Los Angeles 1984 – Silber: Speerwurf | 0 | 1 | 0 | 1      |
| Jorma Limmonen            | Boxen              | Rom 1960 – Bronze: Federgewicht | 0 | 0 | 1 | 1      |
| Arvid Lindén              | Ringen             | London 1908 – Silber: Griechisch-römischer Stil (Halbschwergewicht) | 0 | 1 | 0 | 1      |
| Adolf Lindfors            | Ringen             | Antwerpen 1920 – Gold: Griechisch-römischer Stil (Schwergewicht) | 1 | 0 | 0 | 1      |
| Arthur Lindfors           | Ringen             | Antwerpen 1920 – Silber: Griechisch-römischer Stil (Mittelgewicht) Paris 1924 – Silber: Griechisch-römischer Stil (Mittelgewicht) | 0 | 2 | 0 | 2      |
| Berndt Lindfors           | Turnen             | Helsinki 1952 – Bronze: Mehrkampf Mannschaftswertung Melbourne 1956 – Bronze: Mehrkampf Mannschaftswertung | 0 | 0 | 2 | 2      |
| Jouko Lindgren            | Segeln             | Moskau 1980 – Bronze: 470er | 0 | 0 | 1 | 1      |
| Emil Lindh                | Segeln             | Stockholm 1912 – Bronze: 8-Meter-Klasse | 0 | 0 | 1 | 1      |
| Erik Lindh                | Segeln             | Stockholm 1912 – Silber: 10-Meter-Klasse | 0 | 1 | 0 | 1      |
| John Lindroth             | Turnen             | London 1908 – Bronze: Turn-Mannschaft | 0 | 0 | 1 | 1      |
| Yrjö Linko                | Turnen             | London 1908 – Bronze: Turn-Mannschaft | 0 | 0 | 1 | 1      |
| Edvard Linna              | Turnen             | London 1908 – Bronze: Turn-Mannschaft | 0 | 0 | 1 | 1      |
| Pentti Linnosvuo          | Schießen           | Melbourne 1956 – Gold: Freie Scheibenpistole Rom 1960 – Silber: Schnellfeuerpistole Tokio 1964 – Gold: Schnellfeuerpistole | 2 | 1 | 0 | 3      |
| Jari Lipponen             | Bogenschießen      | Barcelona 1992 – Silber: Bogenschießen Mannschaft | 0 | 1 | 0 | 1      |
| Oiva Lommi                | Rudern             | Helsinki 1952 – Bronze: Vierer ohne Steuermann | 0 | 0 | 1 | 1      |
| Veikko Lommi              | Rudern             | Helsinki 1952 – Bronze: Vierer ohne Steuermann | 0 | 0 | 1 | 1      |
| Axel Fredrik Londen       | Schießen           | Stockholm 1912 – Bronze: Laufender Hirsch 100 m Einzelschuss Mannschaft | 0 | 0 | 1 | 1      |
| Toivo Loukola             | Leichtathletik     | Amsterdam 1928 – Gold: 3000 m Hindernis | 1 | 0 | 0 | 1      |
| Karl Lund                 | Turnen             | Stockholm 1912 – Silber: Freies Turnen Mannschaft | 0 | 1 | 0 | 1      |
| Kyösti Luukko             | Ringen             | Los Angeles 1932 – Silber: Freistil (Mittelgewicht) | 0 | 1 | 0 | 1      |
| M ↑↑                      |                    | |   |   |   |        |
| Kaarlo Maaninka           | Leichtathletik     | Moskau 1980 – Silber: 10.000 m; Bronze: 5000 m | 0 | 1 | 1 | 2      |
| Satu Mäkelä-Nummela       | Schießen           | Peking 2008 – Gold: Trap | 1 | 0 | 0 | 1      |
| Tauno Mäki                | Schießen           | Helsinki 1952 – Bronze: Laufender Hirsch | 0 | 0 | 1 | 1      |
| Kaarlo Mäkinen            | Ringen             | Paris 1924 – Silber: Freistil (Bantamgewicht) Amsterdam 1928 – Gold: Freistil (Bantamgewicht) | 1 | 1 | 0 | 2      |
| Rauno Mäkinen             | Ringen             | Melbourne 1956 – Griechisch-römischer Stil (Federgewicht) | 1 | 0 | 0 | 1      |
| Erkki Mallenius           | Boxen              | Helsinki 1952 – Bronze: Halbweltergewicht | 0 | 0 | 1 | 1      |
| Olavi Mannonen            | Moderner Fünfkampf | Helsinki 1952 – Bronze: Mannschaft Melbourne 1956 – Silber: Einzel; Bronze: Mannschaft | 0 | 1 | 2 | 3      |
| Martti Mansikka           | Turnen             | Melbourne 1956 – Bronze: Mehrkampf Mannschaftswertung | 0 | 0 | 1 | 1      |
| Matti Markkanen           | Turnen             | London 1908 – Bronze: Turn-Mannschaft | 0 | 0 | 1 | 1      |
| Väinö Markkanen           | Schießen           | Tokio 1964 – Gold: Freie Scheibenpistole | 1 | 0 | 0 | 1      |
| Martti Marttelin          | Leichtathletik     | Amsterdam 1928 – Bronze: Marathon | 0 | 0 | 1 | 1      |
| Matti Mattsson            | Schwimmen          | Tokio 2020 – Bronze: 200 m Brust Männer | 0 | 0 | 1 | 1      |
| Päivi Meriluoto           | Bogenschießen      | Moskau 1980 – Bronze: Bogenschießen Frauen | 0 | 0 | 1 | 1      |
| Kalle Mikkolainen         | Turnen             | London 1908 – Bronze: Turn-Mannschaft | 0 | 0 | 1 | 1      |
| Jonni Myyrä               | Leichtathletik     | Antwerpen 1920 – Gold: Speerwurf Paris 1924 – Gold: Speerwurf | 2 | 0 | 0 | 2      |
| N ↑↑                      |                    | |   |   |   |        |
| Pauli Nevala              | Leichtathletik     | Tokio 1964 – Gold: Speerwurf | 1 | 0 | 0 | 1      |
| Lauri Nevalainen          | Rudern             | Helsinki 1952 – Bronze: Vierer ohne Steuermann | 0 | 0 | 1 | 1      |
| Matti Niemi               | Rudern             | Melbourne 1956 – Bronze: Vierer mit Steuermann | 0 | 0 | 1 | 1      |
| Pekka Niemi               | Gewichtheben       | Los Angeles 1984 – Bronze: 1. Schwergewicht | 0 | 0 | 1 | 1      |
| Martti Nieminen           | Ringen             | Antwerpen 1920 – Bronze: Griechisch-römischer Stil (Schwergewicht) | 0 | 0 | 1 | 1      |
| Minna Nieminen            | Rudern             | Peking 2008 – Silber: Leichtgewichts-Doppelzweier | 0 | 1 | 0 | 1      |
| Veli Nieminen             | Turnen, Schießen   | London 1908 – Bronze: Turn-Mannschaft Antwerpen 1920 – Bronze: Armeegewehr liegend 300 m Mannschaft | 0 | 0 | 2 | 2      |
| Vilho Niittymaa           | Leichtathletik     | Paris 1924 – Silber: Diskuswurf | 0 | 1 | 0 | 1      |
| Yrjö Nikkanen             | Leichtathletik     | Berlin 1936 – Silber: Speerwurf | 0 | 1 | 0 | 1      |
| Elmer Niklander           | Leichtathletik     | Stockholm 1912 – Silber: Diskuswurf (beidarmig); Bronze: Kugelstoßen (beidarmig) Antwerpen 1920 – Gold: Diskuswurf; Silber: Kugelstoßen | 1 | 2 | 1 | 4      |
| Arto Nilsson              | Boxen              | Mexiko-Stadt 1968 – Bronze: Halbweltergewicht | 0 | 0 | 1 | 1      |
| Georg Nordblad            | Schießen           | Paris 1924 – Bronze: Tontaubenschießen Mannschaft | 0 | 0 | 1 | 1      |
| Paavo Nurmi               | Leichtathletik     | Antwerpen 1920 – Gold: 10.000 m, Querfeldeinlauf Einzel, Querfeldeinlauf Mannschaft; Silber: 5000 m Paris 1924 – Gold: 1500 m, 5000 m, Querfeldeinlauf Einzel, 3000 m Mannschaft, Querfeldeinlauf Mannschaft Amsterdam 1928 – Gold: 10.000 m; Silber: 5000 m, 3000 m Hindernis | 9 | 3 | 0 | 12     |
| Mauri Nyberg-Noroma       | Turnen             | Los Angeles 1932 – Bronze: Mehrkampf Mannschaft Berlin 1936 – Bronze: Mehrkampf Mannschaft | 0 | 0 | 2 | 2      |
| Joni Nyman                | Boxen              | Los Angeles 1984 – Bronze: Weltergewicht | 0 | 0 | 1 | 1      |
| Hjalmar Nyström           | Ringen             | Amsterdam 1928 – Silber: Griechisch-römischer Stil (Schwergewicht) Berlin 1936 – Bronze: Griechisch-römischer Stil (Schwergewicht) | 0 | 1 | 1 | 2      |
| O ↑↑                      |                    | |   |   |   |        |
| Olavi Ojanperä            | Kanu               | Helsinki 1952 – Bronze: Einer-Canadier 1000 m | 0 | 0 | 1 | 1      |
| Johan Olin                | Ringen             | Stockholm 1912 – Silber: Griechisch-römischer Stil (Schwergewicht) | 0 | 1 | 0 | 1      |
| P ↑↑                      |                    | |   |   |   |        |
| Kalle Kustaa Paasia       | Turnen             | London 1908 – Bronze: Turn-Mannschaft | 0 | 0 | 1 | 1      |
| Veikko Pakarinen          | Turnen             | Los Angeles 1932 – Bronze: Mehrkampf Mannschaft Berlin 1936 – Bronze: Mehrkampf Mannschaft | 0 | 0 | 2 | 2      |
| Erkki Pakkanen            | Boxen              | Helsinki 1952 – Bronze: Leichtgewicht | 0 | 0 | 1 | 1      |
| Kaisa Parviainen          | Leichtathletik     | London 1948 – Silber: Speerwurf | 0 | 1 | 0 | 1      |
| Vilho Pekkala             | Ringen             | Paris 1924 – Bronze: Freistil (Mittelgewicht) | 0 | 0 | 1 | 1      |
| Juho Arne Pekkalainen     | Segeln             | Stockholm 1912 – Silber: 10-Meter-Klasse | 0 | 1 | 0 | 1      |
| Aarne Pelkonen            | Turnen             | Stockholm 1912 – Silber: Freies Turnen Mannschaft | 0 | 1 | 0 | 1      |
| Onni Pellinen             | Ringen             | Paris 1924 – Bronze: Griechisch-römischer Stil (Halbschwergewicht) Amsterdam 1928 – Bronze: Griechisch-römischer Stil (Halbschwergewicht) Los Angeles 1931 – Silber: Griechisch-römischer Stil (Halbschwergewicht)                                                             | 0 | 1 | 2 | 3      |
| Urho Peltonen             | Leichtathletik     | Stockholm 1912 – Bronze: Speerwurf (beidarmig) Antwerpen 1920 – Silber: Speerwurf | 0 | 1 | 1 | 2      |
| Väinö Penttala            | Ringen             | Antwerpen 1920 – Silber: Freistil (Mittelgewicht) | 0 | 1 | 0 | 1      |
| Eino Penttilä             | Leichtathletik     | Los Angeles 1932 – Bronze: Speerwurf | 0 | 0 | 1 | 1      |
| Erkki Penttilä            | Ringen             | Melbourne 1956 – Bronze: Freistil (Federgewicht) | 0 | 0 | 1 | 1      |
| Ilmari Pernaja            | Turnen             | Stockholm 1912 – Silber: Freies Turnen Mannschaft | 0 | 1 | 0 | 1      |
| Matti Perttilä            | Ringen             | Antwerpen 1920 – Bronze: Griechisch-römischer Stil (Mittelgewicht) | 0 | 0 | 1 | 1      |
| Tuuli Petäjä              | Segeln             | London 2012 – Silber: Windsurfen RS:X | 0 | 1 | 0 | 1      |
| Hermanni Pihlajamäki      | Ringen             | Los Angeles 1932 – Gold: Freistil (Federgewicht) Berlin 1936 – Bronze: Freistil (Leichtgewicht) | 1 | 0 | 1 | 2      |
| Kustaa Pihlajamäki        | Ringen             | Paris 1924 – Gold: Freistil (Bantamgewicht) Amsterdam 1928 – Silber: Freistil (Federgewicht) Berlin 1936 – Gold: Freistil (Federgewicht) | 2 | 1 | 0 | 3      |
| Tero Pitkämäki            | Leichtathletik     | Peking 2008 – Bronze: Speerwurf | 0 | 0 | 1 | 1      |
| Toimi Pitkänen            | Rudern             | Melbourne 1956 – Bronze: Vierer mit Steuermann Rom 1960 – Bronze: Zweier ohne Steuermann | 0 | 0 | 2 | 2      |
| Arvi Pohjanpää            | Turnen             | London 1908 – Bronze: Turn-Mannschaft | 0 | 0 | 1 | 1      |
| Aarne Pohjonen            | Turnen             | London 1908 – Bronze: Turn-Mannschaft | 0 | 0 | 1 | 1      |
| Tomi Poikolainen          | Bogenschießen      | Moskau 1980 – Gold: Bogenschießen Männer Barcelona 1992 – Silber: Bogenschießen Mannschaft | 1 | 1 | 0 | 2      |
| Ville Pörhölä             | Leichtathletik     | Antwerpen 1920 – Gold: Kugelstoßen Los Angeles 1932 – Silber: Hammerwurf | 1 | 1 | 0 | 2      |
| Mira Potkonen             | Boxen              | Rio de Janeiro 2016 – Bronze: Leichtgewicht Frauen Tokio 2020 – Bronze: Leichtgewicht Frauen | 0 | 0 | 2 | 2      |
| Reino Poutanen            | Rudern             | Melbourne 1956 – Bronze: Vierer mit Steuermann | 0 | 0 | 1 | 1      |
| Pertti Purhonen           | Boxen              | Tokio 1964 – Bronze: Weltergewicht | 0 | 0 | 1 | 1      |
| Eino Purje                | Leichtathletik     | Amsterdam 1928 – Bronze: 1500 m | 0 | 0 | 1 | 1      |
| R ↑↑                      |                    | |   |   |   |        |
| Hannu Rantakari           | Turnen             | Tokio 1964 – Bronze: Pferdsprung | 0 | 0 | 1 | 1      |
| Heli Rantanen             | Leichtathletik     | Atlanta 1996 – Gold: Speerwurf | 1 | 0 | 0 | 1      |
| Eino Rastas               | Leichtathletik     | Paris 1924 – Gold: Querfeldeinlauf Mannschaft | 1 | 0 | 0 | 1      |
| Seppo Räty                | Leichtathletik     | Seoul 1988 – Bronze: Speerwurf Barcelona 1992 – Silber: Speerwurf Atlanta 1996 – Bronze: Speerwurf | 0 | 1 | 2 | 3      |
| Jukka Rauhala             | Ringen             | Los Angeles 1984 – Bronze: Freistil (Leichtgewicht) | 0 | 0 | 1 | 1      |
| Kalervo Rauhala           | Ringen             | Helsinki 1952 – Silber: Griechisch-römischer Stil (Mittelgewicht) | 0 | 1 | 0 | 1      |
| Tapio Rautavaara          | Leichtathletik     | London 1948 – Gold: Speerwurf | 1 | 0 | 0 | 1      |
| Esko Rechardt             | Segeln             | Moskau 1980 – Gold: Finn-Dinghi | 1 | 0 | 0 | 1      |
| Eino Railio               | Turnen             | London 1908 – Bronze: Turn-Mannschaft | 0 | 0 | 1 | 1      |
| Aarne Reini               | Ringen             | Berlin 1936 – Silber: Griechisch-römischer Stil (Federgewicht) | 0 | 1 | 0 | 1      |
| Ville Ritola              | Leichtathletik     | Paris 1924 – Gold: 10.000 m, 3000 m Hindernis, 3000 m Mannschaft, Querfeldeinlauf Mannschaft; Silber: 5000 m, Querfeldeinlauf Einzel Amsterdam 1928 – Gold: 5000 m; Silber: 10.000 m                                                                                           | 5 | 3 | 0 | 8      |
| Olavi Rokka               | Moderner Fünfkampf | Helsinki 1952 – Bronze: Mannschaft | 0 | 0 | 1 | 1      |
| Edil Rosenqvist           | Ringen             | Antwerpen 1920 – Silber: Griechisch-römischer Stil (Halbschwergewicht) Paris 1924 – Silber: Griechisch-römischer Stil (Schwergewicht) | 0 | 2 | 0 | 2      |
| Ernst Rosenqvist          | Schießen           | Stockholm 1912 – Bronze: Laufender Hirsch 100 m Einzelschuss Mannschaft | 0 | 0 | 1 | 1      |
| Olavi Rove                | Turnen             | London 1948 – Gold: Mehrkampf Mannschaftswertung; Silber: Pferdsprung Helsinki 1952 – Bronze: Mehrkampf Mannschaftswertung | 1 | 1 | 1 | 3      |
| Ale Riipinen              | Turnen             | London 1908 – Bronze: Turn-Mannschaft | 0 | 0 | 1 | 1      |
| Antti Ruuskanen           | Leichtathletik     | London 2012 – Silber: Speerwurf | 0 | 1 | 0 | 1      |
| Arvid Rydman              | Turnen             | Stockholm 1912 – Silber: Freies Turnen Mannschaft | 0 | 1 | 0 | 1      |
| S ↑↑                      |                    | |   |   |   |        |
| Yrjö Saarela              | Ringen             | London 1908 – Bronze: Griechisch-römischer Stil (Leichtgewicht) Stockholm 1912 – Gold: Griechisch-römischer Stil (Schwergewicht) | 1 | 0 | 1 | 2      |
| Arno Saarinen             | Turnen             | London 1908 – Bronze: Turn-Mannschaft | 0 | 0 | 1 | 1      |
| Juho Saaristo             | Leichtathletik     | Stockholm 1912 – Gold: Speerwurf (beidarmig); Silber: Speerwurf | 1 | 1 | 0 | 2      |
| Aleksanteri Saarvala      | Turnen             | Berlin 1936 – Gold: Reck; Bronze: Mehrkampf Mannschaft London 1948 – Gold: Mehrkampf Mannschaftswertung | 2 | 0 | 1 | 3      |
| Eino Saastamoinen         | Turnen             | Stockholm 1912 – Silber: Freies Turnen Mannschaft | 0 | 1 | 0 | 1      |
| Einar Sahlstein           | Turnen             | London 1908 – Bronze: Turn-Mannschaft | 0 | 0 | 1 | 1      |
| Sylvi Saimo               | Kanu               | Helsinki 1952 – Gold: Einer-Kajak 500 m | 1 | 0 | 0 | 1      |
| Sulo Salmi                | Turnen             | London 1948 – Gold: Mehrkampf Mannschaftswertung | 1 | 0 | 0 | 1      |
| Ilmari Salminen           | Leichtathletik     | Berlin 1936 – Gold: 10.000 m | 1 | 0 | 0 | 1      |
| Veikko Salminen           | Moderner Fünfkampf | München 1972 – Bronze: Mannschaft | 0 | 0 | 1 | 1      |
| Jouko Salomäki            | Ringen             | Los Angeles 1984 – Gold: Griechisch-römischer Stil (Weltergewicht) | 1 | 0 | 0 | 1      |
| Aarne Salovaara           | Turnen             | London 1908 – Bronze: Turn-Mannschaft Stockholm 1912 – Silber: Freies Turnen Mannschaft | 0 | 1 | 1 | 2      |
| Heikki Sammallahti        | Turnen             | Stockholm 1912 – Silber: Freies Turnen Mannschaft | 0 | 1 | 0 | 1      |
| Eino Sandelin             | Segeln             | Stockholm 1912 – Bronze: 12-Meter-Klasse | 0 | 0 | 1 | 1      |
| Torsten Sandelin          | Turnen             | London 1908 – Bronze: Turn-Mannschaft | 0 | 0 | 1 | 1      |
| Heikki Savolainen         | Turnen             | Amsterdam 1928 – Bronze: Seitpferd Los Angeles 1932 – Silber: Reck; Bronze: Mehrkampf Einzel, Barren, Mehrkampf Mannschaft Berlin 1936 – Bronze: Mehrkampf Mannschaft London 1948 – Gold: Seitpferd, Mehrkampf Mannschaft Helsinki 1952 – Bronze: Mehrkampf Mannschaft         | 2 | 1 | 6 | 9      |
| Esa Seeste                | Turnen             | Berlin 1936 – Bronze: Mehrkampf Mannschaft | 0 | 0 | 1 | 1      |
| Eino Seppälä              | Leichtathletik     | Paris 1924 – Gold: 3000 m Mannschaft | 1 | 0 | 0 | 1      |
| Jani Sievinen             | Schwimmen          | Atlanta 1996 – Silber: 200 m Lagen | 0 | 1 | 0 | 1      |
| Aukusti Sihvola           | Ringen             | Amsterdam 1928 – Silber: Freistil (Schwergewicht) | 0 | 1 | 0 | 1      |
| Väinö Siikaniemi          | Leichtathletik     | Stockholm 1912 – Silber: Speerwurf (beidarmig) | 0 | 1 | 0 | 1      |
| Hannu Siitonen            | Leichtathletik     | Montréal 1976 – Silber: Speerwurf | 0 | 1 | 0 | 1      |
| John Silén                | Segeln             | Stockholm 1912 – Bronze: 12-Meter-Klasse | 0 | 0 | 1 | 1      |
| Harri Siljander           | Boxen              | Helsinki 1952 – Bronze: Halbschwergewicht | 0 | 0 | 1 | 1      |
| Hannes Sirola             | Turnen             | Stockholm 1912 – Silber: Freies Turnen Mannschaft | 0 | 1 | 0 | 1      |
| Elis Sipilä               | Turnen             | London 1908 – Bronze: Turn-Mannschaft | 0 | 0 | 1 | 1      |
| Tapio Sipilä              | Ringen             | Los Angeles 1984 – Silber: Griechisch-römischer Stil (Leichtgewicht) Seoul 1988 – Bronze: Griechisch-römischer Stil (Leichtgewicht) | 0 | 1 | 1 | 2      |
| Väinö Sipilä              | Leichtathletik     | Paris 1924 – Gold: Querfeldeinlauf Mannschaft | 1 | 0 | 0 | 1      |
| Matti Sippala             | Leichtathletik     | Los Angeles 1932 – Silber: Speerwurf | 0 | 1 | 0 | 1      |
| Paul Sjöberg              | Segeln             | Helsinki 1952 – Bronze: 6 m R-Klasse | 0 | 0 | 1 | 1      |
| Viktor Smeds              | Turnen             | London 1908 – Bronze: Turn-Mannschaft | 0 | 0 | 1 | 1      |
| Kaarlo Soinio             | Turnen             | London 1908 – Bronze: Turn-Mannschaft | 0 | 0 | 1 | 1      |
| Sanna Stén                | Rudern             | Peking 2008 – Silber: Leichtgewichts-Doppelzweier | 0 | 1 | 0 | 1      |
| Kurt Stenberg             | Turnen             | London 1908 – Bronze: Turn-Mannschaft | 0 | 0 | 1 | 1      |
| Albin Stenroos            | Leichtathletik     | Stockholm 1912 – Silber: Querfeldeinlauf Mannschaft; Bronze: Langstreckenlauf 10.000 m Paris 1924 – Gold: Marathon | 1 | 1 | 1 | 3      |
| Thorvald Strömberg        | Kanu               | Helsinki 1952 – Gold: Einer-Kajak 10.000 m; Silber: Einer-Kajak 1000 m | 1 | 1 | 0 | 2      |
| Klaus Suomela             | Turnen             | Stockholm 1912 – Silber: Freies Turnen Mannschaft | 0 | 1 | 0 | 1      |
| Kalevi Suoniemi           | Turnen             | Melbourne 1956 – Bronze: Mehrkampf Mannschaftswertung | 0 | 0 | 1 | 1      |
| Sten Suvio                | Boxen              | Berlin 1936 – Gold: Boxen (Weltergewicht) | 1 | 0 | 0 | 1      |
| T ↑↑                      |                    | |   |   |   |        |
| Armas Taipale             | Leichtathletik     | Stockholm 1912 – Gold: Diskuswurf, Diskuswurf (beidarmig) Antwerpen 1920 – Silber: Diskuswurf | 2 | 1 | 0 | 3      |
| Sameli Tala               | Leichtathletik     | Paris 1924 – Gold: 3000 m Mannschaft | 1 | 0 | 0 | 1      |
| Bertil Tallberg           | Segeln             | Stockholm 1912 – Bronze: 8-Meter-Klasse | 0 | 0 | 1 | 1      |
| Georg Tallberg            | Segeln             | Moskau 1980 – Bronze: 470er | 0 | 0 | 1 | 1      |
| Gunnar Tallberg           | Segeln             | Stockholm 1912 – Bronze: 8-Meter-Klasse | 0 | 0 | 1 | 1      |
| Taavi Tamminen            | Ringen             | Antwerpen 1920 – Silber: Griechisch-römischer Stil (Leichtgewicht) | 0 | 1 | 0 | 1      |
| Lauri Tanner              | Turnen             | Stockholm 1912 – Silber: Freies Turnen Mannschaft | 0 | 1 | 0 | 1      |
| Einari Allan Teräsvirta   | Turnen             | Los Angeles 1932 – Bronze: Reck, Mehrkampf Mannschaft Berlin 1936 – Bronze: Mehrkampf Mannschaft London 1948 – Gold: Mehrkampf Mannschaftswertung | 1 | 0 | 3 | 4      |
| Juha Tiainen              | Leichtathletik     | Los Angeles 1984 – Gold: Hammerwurf | 1 | 0 | 0 | 1      |
| Väinö Tiiri               | Turnen             | Stockholm 1912 – Silber: Freies Turnen Mannschaft | 0 | 1 | 0 | 1      |
| Robert Tikkanen           | Schießen           | Antwerpen 1920 – Silber: Laufender Hirsch Einzelschuss Mannschaft; Bronze: Laufender Hirsch Doppelschuss Mannschaft Paris 1924 – Bronze: Tontaubenschießen Mannschaft | 0 | 1 | 2 | 3      |
| Aleksanteri Toivola       | Ringen             | Paris 1924 – Silber: Griechisch-römischer Stil (Federgewicht) | 0 | 1 | 0 | 1      |
| Armas Toivonen            | Leichtathletik     | Los Angeles 1932 – Bronze: Marathon | 0 | 0 | 1 | 1      |
| Kalervo Toivonen          | Leichtathletik     | Berlin 1936 – Bronze: Speerwurf | 0 | 0 | 1 | 1      |
| Nestori Toivonen          | Schießen           | Stockholm 1912 – Bronze: Laufender Hirsch 100 m Einzelschuss, Laufender Hirsch 100 m Einzelschuss Mannschaft Antwerpen 1920 – Silber: Laufender Hirsch Einzelschuss Mannschaft; Bronze: Laufender Hirsch Doppelschuss Mannschaft                                               | 0 | 1 | 3 | 4      |
| Eino Tukiainen            | Turnen             | Berlin 1936 – Bronze: Mehrkampf Mannschaft | 0 | 0 | 1 | 1      |
| Kalle Tuominen            | Leichtathletik     | Berlin 1936 – Silber: 3000 m Hindernis | 0 | 1 | 0 | 1      |
| Rolf Turkka               | Segeln             | Helsinki 1952 – Bronze: 6 m R-Klasse | 0 | 0 | 1 | 1      |
| Vilho Tuulos              | Leichtathletik     | Antwerpen 1920 – Gold: Dreisprung Paris 1924 – Bronze: Dreisprung Amsterdam 1928 – Bronze: Dreisprung | 1 | 0 | 2 | 3      |
| U ↑↑                      |                    | |   |   |   |        |
| Pertti Ukkola             | Ringen             | Montréal 1976 – Gold: Griechisch-römischer Stil (Bantamgewicht) | 1 | 0 | 0 | 1      |
| Martti Uosikkinen         | Turnen             | Los Angeles 1932 – Bronze: Mehrkampf Mannschaft Berlin 1936 – Bronze: Mehrkampf Mannschaft | 0 | 0 | 2 | 2      |
| V ↑↑                      |                    | |   |   |   |        |
| Iivar Väänänen            | Schießen           | Stockholm 1912 – Bronze: Laufender Hirsch 100 m Einzelschuss Mannschaft | 0 | 0 | 1 | 1      |
| Kaarlo Vähämäki           | Turnen             | Stockholm 1912 – Silber: Freies Turnen Mannschaft | 0 | 1 | 0 | 1      |
| Jorma Valkama             | Leichtathletik     | Melbourne 1956 – Bronze: Weitsprung | 0 | 0 | 1 | 1      |
| Eemeli Väre               | Ringen             | Stockholm 1912 – Gold: Griechisch-römischer Stil (Leichtgewicht) Antwerpen 1920 – Gold: Griechisch-römischer Stil (Leichtgewicht) | 2 | 0 | 0 | 2      |
| Pekka Vasala              | Leichtathletik     | München 1972 – Gold: 1500 m | 1 | 0 | 0 | 1      |
| Kaarlo Vasama             | Turnen             | Stockholm 1912 – Silber: Freies Turnen Mannschaft | 0 | 1 | 0 | 1      |
| Vilho Vauhkonen           | Schießen           | Antwerpen 1920 – Bronze: Laufender Hirsch Doppelschuss Mannschaft, Armeegewehr liegend 300 m Mannschaft | 0 | 0 | 2 | 2      |
| Edvard Vesterlund         | Ringen             | Paris 1924 – Gold: Griechisch-römischer Stil (Mittelgewicht) Amsterdam 1928 – Bronze: Griechisch-römischer Stil (Leichtgewicht) | 1 | 0 | 1 | 2      |
| Kalle Vesterlund          | Ringen             | Paris 1924 – Bronze: Griechisch-römischer Stil (Leichtgewicht) | 0 | 0 | 1 | 1      |
| Lennart Viitala           | Ringen             | London 1948 – Gold: Freistil (Fliegengewicht) | 1 | 0 | 0 | 1      |
| Volmari Vikström          | Ringen             | Paris 1924 – Silber: Freistil (Leichtgewicht) | 0 | 1 | 0 | 1      |
| Lauri Vilkko              | Moderner Fünfkampf | Helsinki 1952 – Bronze: Mannschaft | 0 | 0 | 1 | 1      |
| Lasse Virén               | Leichtathletik     | München 1972 – Gold: 5000 m, 10.000 m Montréal 1976 – Gold: 5000 m, 10.000 m | 4 | 0 | 0 | 4      |
| Eino Virtanen             | Ringen             | Berlin 1936 – Bronze: Griechisch-römischer Stil (Weltergewicht) | 0 | 0 | 1 | 1      |
| Lauri Virtanen            | Leichtathletik     | Los Angeles 1932 – Bronze: 5000 m, 10.000 m | 0 | 0 | 2 | 2      |
| Reima Virtanen            | Boxen              | München 1972 – Silber: Mittelgewicht | 0 | 1 | 0 | 1      |
| Kalevi Viskari            | Turnen             | Helsinki 1952 – Bronze: Mehrkampf Mannschaftswertung | 0 | 0 | 1 | 1      |
| W ↑↑                      |                    | |   |   |   |        |
| Harry Wahl                | Segeln             | Stockholm 1912 – Silber: 10-Meter-Klasse | 0 | 1 | 0 | 1      |
| Kauko Wahlsten            | Rudern             | Helsinki 1952 – Bronze: Vierer ohne Steuermann | 0 | 0 | 1 | 1      |
| Verner Weckman            | Ringen             | London 1908 – Gold: Griechisch-römischer Stil (Halbschwergewicht) | 1 | 0 | 0 | 1      |
| Magnus Wegelius           | Schießen, Turnen   | London 1908 – Bronze: Turn-Mannschaft Antwerpen 1920 – Silber: Laufender Hirsch Einzelschuss Mannschaft; Bronze: Laufender Hirsch Doppelschuss Mannschaft, Armeegewehr liegend 300 m Mannschaft Paris 1924 – Bronze: Tontaubenschießen Mannschaft                              | 0 | 1 | 4 | 5      |
| Ernst Westerlund          | Segeln             | Helsinki 1952 – Bronze: 6 m R-Klasse | 0 | 0 | 1 | 1      |
| Georg Westling            | Segeln             | Stockholm 1912 – Bronze: 8-Meter-Klasse | 0 | 0 | 1 | 1      |
| Erik Wilén                | Leichtathletik     | Paris 1924 – Silber: 400 m Hürden | 0 | 1 | 0 | 1      |
| Kurt Wires                | Kanu               | London 1948 – Silber: Einer-Kajak 10.000 m Helsinki 1952 – Gold: Zweier-Kajak 1000 m, Zweier-Kajak 10.000 m | 2 | 1 | 0 | 3      |
| Mikaela Wulff             | Segeln             | London 2012 – Bronze: Matchrace Elliott 6m | 0 | 0 | 1 | 1      |
| Y ↑↑                      |                    | |   |   |   |        |
| Marko Yli-Hannuksela      | Ringen             | Sydney 2000 – Bronze: Griechisch-römischer Stil (Klasse bis 76 kg) Athen 2004 – Silber: Griechisch-römischer Stil (Klasse bis 74 kg) | 0 | 1 | 1 | 2      |
| Vilho Ylönen              | Schießen           | Helsinki 1952 – Silber: Kleinkaliber Dreistellungskampf Melbourne 1956 – Bronze: Freies Gewehr Dreistellungskampf | 0 | 1 | 1 | 2      |
| Paavo Yrjölä              | Leichtathletik     | Amsterdam 1928 – Gold: Zehnkampf | 1 | 0 | 0 | 1      |

## Mannschaften
1. 1 2 3 4 5 6 7 8  Mannschaft: Veikko Huhtanen, Paavo Aaltonen, Olavi Rove, Einari Teräsvirta, Heikki Savolainen, Kalevi Laitinen, Aleksanteri Saarvala und Sulo Salmi
2. 1 2 3 4 5 6 7 8  Mannschaft: Onni Lappalainen, Berndt Lindfors, Paavo Aaltonen, Kaino Lempinen, Heikki Savolainen, Kalevi Laitinen, Kalevi Viskari und Olavi Rove
3. 1 2 3 4 5  mit Gunnar Tallberg, Emil Lindh, Bertil Tallberg, Arthur Ahnger und Georg Westling
4. 1 2 3 4 5 6 7  mit Eino Sandelin, Ernst Krogius, Erik Hartvall, Sigurd Juslén, John Silén, Max Alfthan und Jarl Hulldén
5. 1 2 3 4  Ture Axelsson und Nils Björklöf
6. 1 2 3 4 5 6  Mannschaft: Eero Berg, Heikki Liimatainen, Paavo Nurmi, Eino Rastas, Ville Ritola, Väinö Jeremias Sipilä
7. 1 2 3 4 5 6 7  mit Waldemar Björkstén, Bror Brenner, Erik Lindh, Harry Wahl, Jacob Björnström, Allan Franck und Juho Arne Pekkalainen
8. 1 2 3 4 5 6 7 8 9 10 11 12 13 14 15 16 17 18 19 20  mit Kaarlo Väinö Ekholm, Eino Vilho Forsström, Eero Hyvärinen, Mikko Hyvärinen, Tauno Ilmoniemi, Ilmari Keinänen, Hjalmari Kivenheimo, Karl Fredrik Lund, Aarne Pelkonen, Ilmari Pernaja, Arvid Rydman, Eino Saastamoinen, Aarne Saalovara, Heikki Sammallahti, Hannes Sirola, Klaus Unno Suomela, Lauri Arvo Tanner, Väinö Edvard Tiiri, Kaarlo Vähämäki und Kaarlo Jalmari Vasama
9. 1 2 3 4 5 6  Werner Ekman, Konrad Huber, Robert Huber, Robert Tikkanen, Georg Nordblad und Magnus Wegelius
10. 1 2 3  Mannschaft: Jalmari Eskola, Hannes Kolehmainen und Albin Stenroos
11. 1 2 3  Mannschaft: Ismo Falck, Jari Lipponen und Tomi Poikolainen
12. 1 2 3 4 5 6 7 8 9 10 11 12 13 14 15 16 17 18 19 20 21 22 23 24 25  mit Eino Vilho Forström, Otto Granström, Johan Valdemar Kemp, Livara Kyykoski, Heikki Lehmusto, John Lindroth, Edvard Linna, Yrjö Linko, Matti Markkanen, Kaasrlo Eino Mikkolainen, Veli Heikki Nieminen, Kaarlo Kustaa Paasia, Arvi Pohjanpää, Aarne Phohjonen, Eino Railio, H.A. Rüpinen, Arno Saarinen, Aarne Salovaara, Karl Viktor Torsten Sandelin, Einar Werner Sahlstein, Eljas E. Sipilä, Viktor Smeds, Kaarlo Kyösti Soinio, Kurt Enoch Stenberg, Karl Magnus Wegelius
13. 1 2 3 4 5  Mannschaft: Toimi Pitkänen, Veli Lehtelä, Reino Poutanen, Kauko Hänninen und Matti Niemi
14. 1 2 3 4 5 6  Mannschaft: Kalevi Suoniemi, Berndt Lindfors, Martti Mansikka, Onni Lappalainen, Olavi Leimuvirta und Raimo Heinonen
15. 1 2 3 4  Kurt Wires und Yrjö Hietanen
16. 1 2 3  Risto Hurme, Veikko Salminen und Martti Ketelä
17. 1 2 3 4  Paar: Ludowika Jakobsson, Walter Jakobsson
18. 1 2 3 4 5  Mannschaft: Rolf Turkka, Paul Sjöberg, Adolf Konto, Ernst Westerlund und Ragnar Jansson
19. 1 2  Thomas Johanson und Jyrki Järvi
20. 1 2 3  Silja Lehtinen, Silja Kanerva und Mikaela Wulff
21. 1 2 3  Mannschaft: Berndt Katter, Väinö Korhonen und Olavi Mannonen
22. 1 2 3 4 5 6  Mannschaft: Elias Katz, Frej Liewendhal, Paavo Nurmi, Ville Ritola, Eino Seppälä, Sameli Tala
23. 1 2 3 4 5  Mannschaft: Voitto Kolho, Kaarlo Lappalainen, Veli Nieminen, Vilho Vauhkonen und Magnus Wegelius
24. 1 2 3 4 5  Mannschaft: Yrjö Kolho, Kaarlo Lappalainen, Robert Tikkanen, Nestori Toivonen und Magnus Wegelius
25. 1 2 3 4 5  Mannschaft: Yrjö Kolho, Robert Tikkanen, Nestori Toivonen, Vilho Vauhkonen und Magnus Wegelius
26. 1 2 3  Mannschaft: Teodor Koskenniemi, Heikki Liimatainen, Paavo Nurmi
27. 1 2  Veli Lehtela und Toimi Pitkänen
28. 1 2 3 4  Mannschaft: Veikko Lommi, Kauko Wahlsten, Oliva Lommi und Lauri Nevalainen
29. 1 2 3 4  Mannschaft: Axel Fredrik Londen, Nestori Toivonen, Ernst Edvard Rosenqvist und Toivo Väänänen
30. 1 2 3  Mannschaft: Olavi Mannonen, Lauri Vilkko, Olavi Rokko
31. 1 2  Minna Nieminen und Sanna Stén
32. 1 2 3 4 5  Mannschaft: Heikki Savolainen, Mauri Nyberg-Noroma, Einari Allan Teräsvirta, Veikko Pakarinen und Martti Uosikkinen
33. 1 2 3 4 5 6 7 8  Mannschaft: Martti Uosikkinen, Heikki Savolainen, Mauri Nyberg-Noroma, Aleksanteri Saarvala, Esa Seeste, Veikko Pakarinen, Einari Teräsvirta und Eino Tukiainen